# The Lodger (2009)
The Lodger (Brasil: O Inquilino / Portugal: O Hóspede Suspeito) é um filme norte-americano de 2009 dos gêneros thriller criminal e drama, dirigido por David Ondaatje e estrelado por Alfred Molina, Hope Davis e Simon Baker. É baseado no romance The Lodger (1913) de Marie Belloc Lowndes, já adaptado anteriormente por Alfred Hitchcock em 1927, por Maurice Elvey em 1932, por John Brahm em 1944, e Man in the Attic (1953), dirigido por Hugo Fregonese.

## Sinopse
O filme segue duas histórias paralelas que ao final se cruzam, sendo uma sobre um detetive problemático (Molina) que está a procura incessantemente de um assassino em série desconhecido que ataca nas ruas de Los Angeles, e outro acerca de uma mulher emocionalmente perturbada (Hope Davis) e sua relação com um enigmático "inquilino" (Simon Baker).

## Elenco
Enredo 1:
- Alfred Molina como Chandler Manning, o detetive que está a procura do assassino em série;
- Rachael Leigh Cook como Amanda, sua filha;
- Mel Harris como Margaret, sua esposa;
- Shane West como Street Wilkenson, seu novo parceiro nas investigações;
- Philip Baker Hall como o chefe de polícia;
- Lancer Dean Shull como o oficial de assuntos internos que suspende Chandler Manning de seus deveres.

Enredo 2:
- Hope Davis como Ellen Bunting, a mulher que aluga a casa para o inquilino;
- Donal Logue como Joe Bunting, seu marido;
- Simon Baker como Malcolm Slaight, o homem desconhecido que se torna seu inquilino.